# Saving Grace (film, 2000)
Pour les articles homonymes, voir Saving Grace.
Pour plus de détails, voir Fiche technique et Distribution.
Saving Grace (titré Au secours de Grace au Québec) est un film britannique de comédie réalisé par Nigel Cole et sorti le 19 mai 2000.

## Synopsis
À la suite du décès inattendu de son mari, Grace Trevethyn (Brenda Blethyn) doit faire face  aux  nombreuses dettes dissimulées qu'il lui a laissées. Très appréciée dans les alentours du port de pêche où elle vit, Port Isaac, Grace reçoit un soutien touchant de la part des habitants de la ville, notamment celui de Nicky (Valerie Edmond), femme pêcheur et petite amie de  Matthew Stewart (Craig Ferguson), fidèle ami de Grace, consommateur de cannabis. Elle est également soutenue par le Dr Martin Bamford (Martin Clunes). Malgré leur volonté d’aider Grace, aucun des habitants ne trouve une solution à sa triste situation.
Finalement, la situation financière de Grace ne lui permet plus de payer Matthew,  mais le jardinier insiste fermement sur le fait qu’il continuera de s’occuper de sa propriété. Il lui demande toutefois en retour de s’occuper de quelques-unes de ses plantations qu’il a du mal à cultiver, Grace étant connue pour ses dons dans le domaine de l’horticulture. Un soir, en examinant les plantes, Grace est surprise de découvrir parmi elles des plants de marijuana. D'abord écœurée par les activités illégales de Matthew, elle décide cependant de ramener un plant chez elle, incapable de laisser une plante malade sans soin. En 24 heures, la plante est guérie, et Grace parvient même à lui faire pousser des bourgeons, à la grande surprise de Matthew.
La situation de Grace ne fait qu’empirer, lorsqu’un huissier se rend chez elle, pour l’informer de l’inévitable mise aux enchères de sa propriété. Elle comprend alors que les dettes de son mari sont bien plus importantes que ce qu'elle avait imaginé, atteignant plus de 300 000 Livres Sterling, dont la majeure partie devra être reversée à Rampton, une compagnie d’investissement basée à Londres. Le lendemain, elle demande à Matthew une valeur approximative du plant de marijuana qu’elle a sauvé. Il lui répond qu'« à quantité égale, cette marchandise vaut bien plus que de l’or ». Elle lui propose alors une collaboration : elle demande à Matthew l'aidant à rembourser ses dettes en cultivant et commercialisant la marijuana, le profit devant être partagé de manière égale entre eux deux. Matthew rentre chez lui, impatient d'annoncer ce qu'il considère comme une bonne nouvelle à Nicky. Loin d’être enchantée, Nicky voit plutôt dans ce projet quelque chose de très risqué, et est angoissée à l’idée que Matthew se fasse arrêter et emprisonner. Incertaine de sa relation avec Matthew, elle décide d’attendre avant de lui annoncer qu'elle est enceinte.

## Fiche technique
- Titre : Saving Grace
- Réalisation : Nigel Cole
- Scénario : Mark Crowdy, Craig Ferguson
- Production : Mark Crowdy, Xavier Marchand, Cat Villiers
- Sociétés de production : Fine Line Features, Homerun Productions, Portman Entertainment, Sky Pictures et Wave Pictures
- Musique : Mark Russell
- Photographie : John de Borman
- Pays d'origine : Royaume-Uni
- Format : Couleurs - 2,35:1 - Dolby - 35 mm
- Genre : Comédie
- Durée : 93 minutes
- Dates de sortie : 19 mai 2000

## Distribution
- Brenda Blethyn (VF : Martine Sarcey) : Grace Trevethyn
- Craig Ferguson : Matthew Stewart
- Martin Clunes : Dr. Martin Bamford
- Valerie Edmond : Nicky
- Tchéky Karyo (VF : Lui-même) : Jacques Chevalier
- Jamie Foreman : China MacFarlane
- Bill Bailey : Vince
- Diana Quick : Honey Chambers
- Tristan Sturrock : Harvey
- Phyllida Law : Margaret Sutton
- Linda Kerr Scott : Diana Skinner
- Leslie Phillips : Révérend Gerald Percy
- Paul Brooke : Charlie
- Ken Campbell (VF : Henri Guybet) : Sergent Alfred Mabely
- Clive Merrison (en) : Quentin Rhodes

## Récompenses

### Victoires
- Meilleur espoir (Festival du film de Munich 2000) - Mark Crowdy
- Choix du public (Festival international du film norvégien 2000) - Nigel Cole
- Choix du public (Festival du film de Sundance 2000) - Nigel Cole

### Nominations
- ALFS Award : Meilleure actrice britannique - Brenda Blethyn
- BAFTA Award : Carl Foreman Award - Mark Crowdy
- British Independent Film Award
  - Meilleur film indépendant britannique
  - Meilleur réalisateur - Nigel Cole
  - Meilleur scénario - Craig Ferguson, Mark Crowdy
  - Meilleure actrice - Brenda Blethyn
- Empire Award : Meilleure actrice britannique - Brenda Blethyn
- Golden Globe : Meilleure actrice dans un film musical ou une comédie - Brenda Blethyn
- Golden Satellite Award : Meilleure actrice dans un film musical ou une comédie - Brenda Blethyn